# Riwat
Riwat o Rawat es un yacimiento del Paleolítico inferior situado en Punyab, al norte de Pakistán.
El sitio fue descubierto en 1983. Proporciona evidencia de la más temprana ocupación homínida fuera de África, datándola hace 1.9 millones de años.
Los artefactos constan de núcleos y lascas (en inglés: flakes and cores) hechos de cuarcita.
Otro sitio, llamado «Sitio Riwat 55», muestra una ocupación más tardía, datada de hace 45 000 años.